# Kaie Kellough

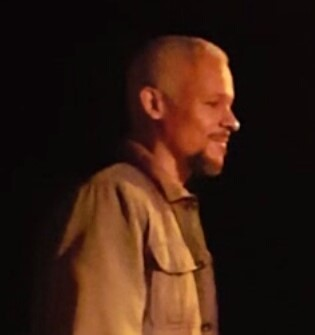
Kaie Kellough (2016)

Kaie Kellough (* 1975 in Vancouver) ist ein kanadischer Dichter und Autor.

## Leben und Werk
Kellough wuchs in Calgary, Alberta auf. 1998 zog er nach Montreal, wo er noch immer lebt.
Kellough hat drei Gedichtbände, zwei Audios, einen Roman und eine Sammlung von Kurzgeschichten veröffentlicht. Außerdem beschäftigt er sich mit Lautpoesie; in seinen Arbeiten multipliziert er Stimmen und legt sie übereinander, während er dabei die Grundlagen der Sprachproduktion erforscht.

## Veröffentlichungen
(in Englischer Sprache)

### Lyrik
- Lettricity. Cumulus Press, Montréal 2004 ISBN 0973349913
- Maple leaf rag. ARP Books (Arbeiter Ring Publishing), Winnipeg 2010. ISBN 978-1-894037-42-6
- Magnetic equator. McClelland & Stewart, Toronto 2019. ISBN 978-0-771043116

### Novellen
- Kaie Kellough: Dominoes at the crossroads. Esplanade Books/Véhicule Press, Montréal 2020, ISBN 978-1-55065-531-5.
- Dominoes at the crossroads. Esplanade Books; Véhicule Press, Montréal, Québec 2020. ISBN 978-1-550655315

### Roman
- Accordéon, ARP Books (Arbeiter Ring Publishing), Winnipeg 2016. ISBN 978-1-894037839

### Herausgeberschaft
- Talking book : blues, jazz, dub, rap, song and freedom in the literature and orature of Montréal's kalmunity vibe collective. Cumulus Press, Montréal 2006. ISBN 978-0-9733499-9-3

### Anthologie
- The Black Prairie Archives An Anthology, Karina Vernon (Hrsg.), Wilfrid Laurier University Press, Waterloo. ISBN 978-1-771123747

### Albums
- 2011: Vox:Versus, BONGOBEAT
- 2014: Creole Continuum (Howl!)